# 山元泰生
山元 泰生（やまもと たいせい、1941年6月12日 - ）は、日本の作家、ライター。
宮崎県延岡市出身。宮崎県立延岡高等学校、早稲田大学第一文学部に学ぶ。編集者ののち文筆家。国際問題、社会事件、歴史人物などについて執筆する。

## 著書
- 保険金殺人 ドキュメント&データ（時事通信社 1987.9）
- ドキュメントトリカブト殺人疑惑 （世界文化社 1991.7）
- これが崩壊するソ連社会の真実だ! （世界文化社 1991.12）
- 戦国軍配者嶋左近 （小学館スクウェア 2001.6）/ 「嶋左近」（学陽書房 (人物文庫) ）
- 世田谷一家殺人事件の真実 （九天社 2007.3）
- 大いなるモンゴル 遊牧の民との対話 （明石書店 2007.7）
- 大谷吉継 （学陽書房 2009.9 (人物文庫) ）
- 明石掃部 （学陽書房 2010.7 (人物文庫) ）
- 新納忠元 （学陽書房 2011.1 (人物文庫) ）

## 参考情報
- 新納忠元 / 山元 泰生【著】 - 紀伊國屋書店ウェブストア